# The Broken Word
The Broken Word è un cortometraggio muto del 1915 diretto da Frank McGlynn Sr.

## Produzione
Il film fu prodotto dalla Edison Company.

## Distribuzione
Distribuito dalla General Film Company, il film - un cortometraggio in una bobina - uscì nelle sale cinematografiche degli Stati Uniti il 23 ottobre 1915.